# Saint-Jean-la-Vêtre
Saint-Jean-la-Vêtre é uma comuna francesa na região administrativa de Auvérnia-Ródano-Alpes, no departamento de Loire. Estende-se por uma área de 16,22 km². Em 2010 a comuna tinha 329 habitantes (densidade: 20,3 hab./km²).